# Шарбонно, Туссен
Туссен Шарбонно (фр. Toussaint Charbonneau; 20 марта 1767 — 12 августа 1843) — франкоканадский первопроходец, траппер, торговец и исследователь, был участником экспедиции Льюиса и Кларка. Также был известен как муж Сакагавеи.

## Биография

### Ранние годы
Туссен Шарбонно родился в городе Бушервиль, провинция Квебек. Жители этого поселения были тесно связаны с пушным промыслом и исследованием новых территорий. Его прабабушка по отцовской линии была сестрой Жака де Нуайона, первопроходца и торговца, который в 1688 году исследовал окрестности озера Верхнего.
В 1793—1794 гг. Шарбонно уезжает на запад на территорию современной провинции Манитоба и работает на Северо-Западную компанию в форте Пайн, находящемся на реке Ассинибойн. Эта компания была главным конкурентом Компании Гудзонова залива на территории, позднее ставшей Западной Канадой. Стремясь расширить свою деятельность, Северо-Западная компания начинает вести торговлю с индейскими племенами, проживающими на территории Испанской Луизианы. К 1796 году Шарбонно отправляется в район реки Найф и поселяется среди индейского народа хидатса. Там он стал торговцем пушниной. Шарбонно жил в индейской деревне и женился на девушке из племени северных шошонов, которая была захвачена воинами хидатса. Позднее он взял себе в жёны ещё одну девушку-шошонку, известную под именем Сакагавея.

### Экспедиция Льюиса и Кларка
В ноябре 1804 года Мериуэзер Льюис и Уильям Кларк прибыли в район поселений манданов и хидатса, расположенных в местности вблизи современного города Уошберн. Они построили форт Мандан и решили набрать проводников в свою экспедицию. Первоначально Льюис и Кларк работали с французом по фамилии Ларок, однако отношения между ними испортились, и 4 ноября они наняли Туссена Шарбонно, работавшего под началом Ларока. Франкоканадца попросили присоединиться к команде исследователей в качестве переводчика — он мог говорить по-французски и немного знал язык хидатса. Льюис и Кларк также были более воодушевлены тем, что к ним присоединились две женщины из народа шошонов, жёны Шарбонно, говорившие на родном языке. Неделю спустя франкоканадец и его жёны прибыли в форт Манадан.
11 февраля 1805 года в форте у Шарбонно и Сакагавеи родился сын Жан-Батист. Уильям Кларк прозвал ребенка Помпи.
Узнав, что у Шарбонно родился сын, Северо-Западная компания предпонесла ему подарки. Он привёз в форт два полотна алого цвета и одно голубое, пару сюртуков, один жилет, разукрашенный кусок красного полотна, 200 мушкетных пуль, запас пороха, три ножа и немного табака. Льюис и Кларк рассматривали эти подарки как взятку для Шарбонно, чтобы он продолжил работать с компанией и отказался от помощи американцам. Сам франкоканадец был недоволен требованием стоять на страже и выполнять физическую работу и 12 марта 1805 года покинул экспедицию. Однако через 5 дней он вернулся и принёс извинения, попросив вновь присоединиться к американцам; Шарбонно был повторно нанят на следующий день. Его действия во время путешествия были неоднозначными: Мериуэзер Льюис назвал его «человеком без особых заслуг», и многие историки описывают Шарбонно в явно неблагоприятном свете. Он был также известен своей вспыльчивостью в отношении к жёнам. Но свой вклад в успех экспедиции Шарбонно безусловно внёс. Он был полезен, когда экспедиция столкнулась с французскими трапперами из Канады, также он заслужил славу хорошего повара; его блюдо буден блан (колбаса из мяса бизона) было высоко оценено несколькими членами компании. Кроме того, его умение заключать выгодные сделки пригодилось, когда экспедиция приобрела столь необходимых лошадей в лагере шошонов.
Шарбонно и его семья оставались в экспедиции Льюиса и Кларка до августа 1806 года. За девятнадцать месяцев работы в экспедиции ему заплатили 500 долларов и 33 цента, кроме этого он получил в подарок лошадь. Уильям Кларк написал ему прощальное письмо, предлагая ему продолжить деловые отношения, он также предложил родителям отдать сына ему, обещая выучить и обращаться как с собственным ребёнком.

### Поздние годы
После окончания экспедиции Уильям Кларк предложил Шарбонно и его семье посетить Сент-Луис. Франкоканадец поначалу отклонил предложение Кларка, так как предпочитал жить с индейцами, но в 1809 году вместе с семьёй переехал в Сент-Луис, чтобы Жан-Батист мог получить образование. Шарбонно купил землю у Кларка и ненадолго занялся сельским хозяйством. Через несколько месяцев он отказался от неё, продав землю обратно Кларку за 100 долларов. В апреле 1811 года Шарбонно начал работать на Генри Брэкенриджа, исследователя, направлявшегося вверх по реке Миссури.
Через несколько месяцев он перешёл в Миссурийскую меховую компанию, которую возглавлял Мануэль Лиза, и работал в форте на территории современной Северной Дакоты. В это время Сакагавея родила девочку по имени Лизетта. Вскоре после родов, 20 декабря 1812 года, Сакагавея скончалась. Лизетту увезли обратно в Сент-Луис к Жан-Батисту. В следующем году Шарбонно официально передал опеку над своим сыном и дочерью Уильяму Кларку.
Периодически, до 1838 года, Шарбонно работал в Индейском бюро в агентстве Аппер-Миссури переводчиком, получая от 300 до 400 долларов в год. За весь период жизни он имел пять жён, его последней женой стала молодая девушка из народа ассинибойнов. Когда он женился на ней, ему уже было 70 лет.
Туссен Шарбонно умер в 1843 году и был похоронен в форте Мандан, Территория Дакота.

## Комментарии
1. ↑  Дата рождения Шарбонно взята из программы исследований в области исторической демографии Монреальского университета и не является АИ. По другим данным он родился в 1759 году.